# ノガローレ・ロッカ
ノガローレ・ロッカ（伊: Nogarole Rocca）は、イタリア共和国ヴェネト州ヴェローナ県にある、人口約3,900人の基礎自治体（コムーネ）。

## 地理

### 位置・広がり

#### 隣接コムーネ
隣接するコムーネは以下の通り。括弧内のMNはマントヴァ県所属を示す。
- モッツェカーネ
- ポヴェリアーノ・ヴェロネーゼ
- ロヴェルベッラ (MN)
- トレヴェンツオーロ
- ヴィガージオ

### 気候分類・地震分類
気候分類では、zona E, 2358 GGに分類される。
また、イタリアの地震リスク階級 (it) では、zona 3 (sismicità bassa) に分類される。